# Senj
Senj  je grad  u Ličko-senjskoj županiji.

## Opis
Senj (lat. Senia ili Segnia, grč. Athyinites (Αθυινιτες), njem. i mađ. Zengg, tal. Segna)  je najstariji grad na gornjem Jadranu, a utemeljen je u predrimsko doba prije nekih 3000 godina (Senia) na brdu Kuk. Bio je glavno središte ilirskog plemena Japoda. Sadašnje naselje nalazi se podno obronaka Kapele i Velebita. Simbol grada, Tvrđava Nehaj, poznata i pod nazivom "Kula Nehaj", nalazi se na brdu Trbušnjak, često zvanim i Nehaj, završena je 1558. godine te je od tada bila sjedište Uskoka sve dok oni nisu bili protjerani iz grada 1617. godine nakon što je Habsburška Monarhija sklopila mir s Mlečanima. Nalazi se u Ličko-senjskoj županiji, a ujedno spada u Gospićko-senjsku biskupiju i Riječku nadbiskupiju (metropoliju) unutar Rimokatoličke Crkve.

## Zemljopis
Najveća je urbana aglomeracija na hrvatskoj obali između Rijeke i Zadra. Područje grada obuhvaća morsku obalu u dužini od 76 km, a smješten je između mora, obronaka Kapele i Velebita, najveće planine u Hrvatskoj. Leži na 14° 54' 10" istočne dužine i 44° 59' 24" sjeverne zemljopisne širine. Njegov položaj na istočnoj obali Jadrana pomorski ga povezuje s gradovima i zemljama Sredozemlja. Cestovnim vezama povezan je sa zaleđem preko planinskog prijevoja Vratnik (700 m nad morem), na zapadu s Vinodolskom dolinom, Rijekom i njezinim zaleđem, te na jugu sa Zadrom, Splitom i Dalmacijom.

## Povijest
U sedmom stoljeću Senj naseljavaju Hrvati, a u devetom stoljeću, u hrvatskoj državi postaje sjedište županije. Kao sjedište biskupije, za koju se može pretpostaviti da je osnovana već u petom stoljeću kad se spominje prvi biskup Laurencije, spominje se 1136. godine.
Vlasništvo viteškog reda Templara Senj postaje 1184. ili 1185. godine a od 1271. godine vlasništvo Frankopana. Za vrijeme njihove uprave, koja je trajala do 1469. godine, Senj je dobio svoj prvi statut 1388. godine. Kralj Matijaš Korvin godine 1469. oduzima ga Frankopanima i proglašava kraljevskim gradom i sjedištem kapetanije.
U Senju je 1494. godine osnovana glagoljska tiskara. U to je vrijeme bio središte glagoljske pismenosti i kulture. U njemu su rođeni brojni hrvatski književnici i kulturni djelatnici koji su svojim radom i djelima od Senja stvorili jedno od najvažnijih žarišta hrvatske kulture koji po svom značaju stoji uz bok Dubrovniku.
Jugoistočno iznad grada sagradio je general Ivan Lenković 1558. godine masivnu tvrđavu Nehaj koja dominira krajolikom i s koje se jugoistočno vidi zeleni gaj i grčki bunar. To je takozvano Abatovo. Pretpostavlja se da se tu nalazio u 12. stoljeću samostan sveti Juraj, zaštitnika grada Senja.
Početkom 16. stoljeća u Senj se iz krajeva koje su osvojile Osmanlije, doseljavaju prognanici koji se zajedno sa Senjanima uspješno bore protiv Osmanlija i kasnije Venecije, a nazivaju se uskocima. Za vrijeme Ferdinanda III., 1652. godine, Senj postaje slobodni grad, a stoljeće kasnije ulazi u sastav Austrijskog primorja kao dio Vojne krajine sve do 1871. godine kad je vraćen banskoj Hrvatskoj.
Kao polazna točka Jozefinske ceste Senj je sve do izgradnje pruge do Rijeke 1873. godine bi najveća hrvatska luka. Od tog doba slabi njegov gospodarski značaj.
Senj je pred osmanlijskom opasnošću utvrđen obrambenim zidovima tijekom 15. i 16. stoljeća, a uža gradska jezgra izgrađena je s prepoznatljivim primorskim graditeljskim obilježjima: uskim krivudavim uličicama, skladnim malim trgovinama i nizom kuća sa slikovitim detaljima.
Kaštel s cilindričnom i četvero kutnom kulom, nekadašnje sjedište Frankopana i senjskih kapetana, nalazi se na trgu Cilnica – Velika placa. Od crkvene arhitekture značajna je romanička katedrala, kasnije barokizirana s kriptom i novim zvonikom iz 1900. godine. Od franjevačke crkve iz 1559. godine nakon bombardiranja 1943. godine ostao je samo zvonik.

## Klima
Klima u Senju je ugodna sredozemna klima s obiljem sunčanih dana i blagim vremenom tijekom većeg dijela godine. Zime su uglavnom blage, s prosječnim temperaturama koje se rijetko spuštaju ispod 10 °C. Ljeta su topla i suha, s prosječnim temperaturama koje često prelaze 30 °C. Padaline su najčešće u jesenjem i zimskom periodu, dok su ljeta uglavnom suha. Senj može doživjeti i jaku buru, vjetar koji puše s kopna prema moru, što potencijalno donosi brze promjene u vremenskim uvjetima. Najviša maximalna dnevna temperatura izmjerena je 22. Srpnja 2015. i iznosi 39,7 °C, dok je najmanja izmjerena 10. Veljače 1956. i iznosi je –16,6 °C. Najviša temperatura mora u Senju izmjerena je 4. Srpnja 2012. i iznosila je 27,7 °C.

## Gradska naselja
Grad Senj sastoji se od 27 naselja (stanje 2006.), to su: Alan, Biljevine, Bunica, Crni Kal, Jablanac, Klada, Krasno Polje, Krivi Put, Lukovo, Melnice, Mrzli Dol, Pijavica, Podbilo, Prizna, Senj, Senjska Draga, Starigrad, Stinica, Stolac, Sveta Jelena, Sveti Juraj, Velike Brisnice, Veljun Primorski, Volarice, Vrataruša, Vratnik i Vrzići. Postoji i zaselak Majorija poviše grada Senja prema prijevoju Vratniku. Pripada gradskomu području i sastoji se od 2 – 3 kuće.

## Stanovništvo
Po popisu stanovništva iz 2001. godine administrativna jedinica grad Senj je imao 8132 stanovnika.
Populacija grada po nacionalnosti
- Hrvati – 7869 (96,77 %)
- Albanci – 155 (1,91 %)
- Ostali – 108 (1,32 %)

Do novog teritorijalnog ustrojstva Hrvatske, postojala je bivša velika općina Senj, sljedećeg etničkog sastava:
| godina popisa | ukupno | Hrvati         | Srbi         | Jugoslaveni  | ostali       |
| ------------- | ------ | -------------- | ------------ | ------------ | ------------ |
| 1991.         | 9205   | 8549 (92,87 %) | 207 (2,24 %) | 27 (0,29 %)  | 422 (4,58 %) |
| 1981.         | 9582   | 8861 (92,47 %) | 244 (2,54 %) | 308 (3,21 %) | 169 (1,76 %) |
| 1971.         | 10.399 | 9961 (95,78 %) | 257 (2,47 %) | 55 (0,52 %)  | 126 (1,21 %) |

### Senj (naseljeno mjesto)
- 2001. – 5491
- 1991. – 5998 (Hrvati – 5506, Srbi – 156, Jugoslaveni – 23, ostali – 313)
- 1981. – 5536 (Hrvati – 4998, Jugoslaveni – 232, Srbi – 172, ostali – 134)
- 1971. – 4906 (Hrvati – 4631, Srbi – 154, Jugoslaveni – 35, ostali – 86)[7]

| broj stanovnika | 13268 | 15295 | 14782 | 14852 | 15857 | 16713 | 14963 | 14572 | 13289 | 12953 | 12235 | 10399 | 9582  | 9205  | 8132  | 7182  | 5973  |
|                 | 1857. | 1869. | 1880. | 1890. | 1900. | 1910. | 1921. | 1931. | 1948. | 1953. | 1961. | 1971. | 1981. | 1991. | 2001. | 2011. | 2021. |

| broj stanovnika | 2953  | 3496  | 3039  | 2785  | 3182  | 3296  | 3036  | 3072  | 2722  | 3093  | 3903  | 4906  | 5536  | 5998  | 5491  | 4810  | 4164  |
|                 | 1857. | 1869. | 1880. | 1890. | 1900. | 1910. | 1921. | 1931. | 1948. | 1953. | 1961. | 1971. | 1981. | 1991. | 2001. | 2011. | 2021. |

## Dan grada Senja
Dan grada Senja je 23. travnja – dan sv. Jurja (starog zaštitnika i patrona grada Senja).
Taj se dan u gradu Senju svečano obilježava.
Na taj dan svi učenici u gradu Senju imaju nenastavni dan.

## Uprava

### Gradsko vijeće2009.–2013.
Gradsko vijeće je predstavničko tijelo građana i tijelo lokalne samouprave koje donosi akte u okviru djelokruga Grada Senja, te obavlja druge poslove u skladu sa Zakonom i Statutom Grada Senja.
Gradsko vijeće ima 15 članova:

### Izvršna tijela
- Gradonačelnik: Sanjin Rukavina, dipl. oec.
- Zamjenik: Jurica Tomljanovic, dipl .ing. šum.

### Gradska upravna tijela
Za obavljanje poslova iz samoupravnog djelokruga Grada Senja i poslova državne uprave prenijetih na Grad Senj ustrojavaju se gradska upravna tijela. Upravna tijela Grada Senja su Opći upravni odjel, Odjel za financije i proračun i Ured Grada.
Opći upravni odjel
U Općem upravnom odjelu ustrojavaju se kao unutarnje ustrojstvene jedinice odsjeci:
- Odsjek za urbanizam, prostorno planiranje i komunalni sustav
- Odsjek za gradsku imovinu
- Odsjek za gospodarstvo, poljoprivredu, investicije, malo i srednje poduzetništvo
- Odsjek za društvene djelatnosti i mjesnu samoupravu
- Odjel za financije i gradski proračun

Ured Grada

## Gospodarstvo
Današnji grad Senj sve je više okrenut turizmu.

## Poznate osobe
- Nikola Jurišić, vojskovođa, obranio Kiseg u Mađarskoj od navale Osmanlija
- Pavao Ritter Vitezović, polihistor, književnik, nakladnik, tiskar, povjesničar, zemljopisac, jezikoslovac
- Matija Jušić, vjerski pisac, misionar
- Ivan Paskvić, astronom, matematičar, osnivač i prvi upravitelj zvjezdarnice u Budimu, Mađarska
- Mirko Ožegović Barlabaševački, biskup senjski i modruški, barun Habsburške monarhije, hrvatski preporoditelj i senjski mecena, osnivatelj gimnazije
- Josip Filip Vukasović, hrvatski ratnik i graditelj
- Vjenceslav Novak, hrvatski romanopisac, novelist, publicist, glazbeni kritičar, pedagog i orguljaš
- Silvije Strahimir Kranjčević, književnik
- Milan Ogrizović, književnik i političar
- Milutin Cihlar Nehajev, književnik
- Josip Gržanić, političar, preporoditelj, pionir hrv. fin. osamostaljivanja
- Ljudevit Rossi, hrvatski botaničar i planinar, domobranski časnik
- Julije Rorauer, književnik i kazališni kritičar
- Ivan Krajač, odvjetnik, ekonom-financijski pisac
- Bela Krleža (rođena Kangrga), kazališna glumica, supruga Miroslava Krleže
- Pavao Tijan, književnik
- Josip Milković, političar, ministar kulture i promidžbe u NDH
- Milan Moguš, akademik
- Ivan Đalma Marković, nogometni trener i igrač
- Ante Glavičić, povjesničar
- Sandra Šarić, tekvandoašica i aktualna europska prvakinja, osvajačica brončanog odličja na Olimpijskim igrama u Pekingu 2008.
- Krešimir Stanišić, književnik
- Josip Šojat, izbornik ženske rukometne reprezentacije i rukometni trener
- Ivan Dellaitti, izumitelj prve acetilenske svjetiljke za noćno ribarenje
- Vladimir Ćopić, komunistički prvak i publicist, jedan od osnivača KP(b) Srba, Hrvata i Slovenaca i član njezina Centralnoga izvršnog komiteta
- Branko Tomljanović, državni reprezentativac u dizanju utega, 7 puta prvak Jugoslavije, 7 medalja s prvenstva balkana, srebrna medalja na mediteranskim igrama Split 1976.[nedostaje izvor]
- Rafael Krajač, pomorski gospodarstvenik
- Ladislav Krajač, pomorski gospodarstvenik
- Gavro Grünhut, hrv. nakladnik, publicist i pravaški agitator
- Ante Hameršmit, nogometaš u vrijeme SFRJ
- Aleksandar Franjo Čorić de Monte Creto, hrvatski podmaršal u Habsburškoj Monarhiji
- Tomislav Rogić, biskup Šibenske biskupije
- Maksimilijan Ćolić, prof. teologije, govornik, prvi rektor Sveučilišta u Pešti
- Juraj Vuk Ćolić, senjski i modruški biskup, povijesni pisac
- Ivan Rogić Nehajev, pjesnik i sociolog
- Neda Knifić, antifašistkinja, partizanka

## Spomenici i znamenitosti
- Tvrđava Nehaj
- Gradski muzej, postava sakralne baštine
- Katedrala iz 12. st.
- Gradski bedemi i obrambene kule
- Ožegovićianum, konvikt za siromašne učenike, osnivač biskup Mirko Ožegović
- Bura, izrazito snažan i hladan vjetar, kažu da se rađa u Senju, živi u Rijeci, umire u Trstu
- Ostaci crkve Sv. Franje, uskočki mauzolej, grobnica obitelji Frankopan
- Crkva Sv. Marije od Arta, zavjetna crkva senjskih mornara i ribara, makete brodova
- ostatci Senjske ploče, oko 1100. god., pisana glagoljicom
- monumentalni trg Cilnica
- gradska luka
- senjski humor, prvi i najstariji humoristični list u Hrvatskoj – Metla i škavacera,[8] službeno glasilo aktualne maškarane vlasti u Senju,[9] novine s najdużim kontinuitetom[10]
- Velika vrata, završetak Jozefinske ceste i ulaz u Grad. Nose oznake udaljenosti između Senja i drugih gradova izraženih u njemačkim miljama, krasi ih kruna Habsburgovaca.
- Katakombe, grobnice ispod Katedrale
- Uskočka ulica, prekrasan, nedirnut primjer srednjovjekovne arhitekture
- Zvonik katedrale, najviši zvonik u Gospićko-senjskoj biskupiji i cijeloj Riječkoj metropoliji
- Sakralna baština, zbirka portreta senjskih biskupa od 16. do 20. stoljeća, zbirka knjiga (inkunabula), izložba zlata i srebra, biskupski štap biskupa Kristofora, zbirka namještaja i misnog ruha, te dr.
- Gradski muzej
- Sunčani sat sagrađen na Jadranskoj magistrali u sjevernom dijelu grada zbog činjenice što grad Senj leži na 45. paraleli
- Špilja Pijavica jedna od dviju špilja u Hrvatskoj u kojoj je zapažen efekt modrila
- U staroj crkvi izvan grada je reljefna ploča na kojoj je aragonski grb kneginje Lujze Aragonske, supruge Bernardina Frankopana.[11]

## Obrazovanje
- Prva glagoljaška tiskara u Republici Hrvatskoj osnovana je u Senju. Dana 7. kolovoza 1494. godine tiska se Senjski glagoljski misal, a između 1494. godine i 1508. godine u njoj se tiskaju knjige na starohrvatskom jeziku, pisane glagoljicom.
- 1248. senjski biskup Filip dobiva dozvolu pape Inocencija IV. za službu Božju na narodnom jeziku. Prvi put u kršćanskoj povijesti u katoličku katedralu ulazi jezik koji nije latinski, grčki, hebrejski ili aramejski. Drugi narodi ovu povlasticu dobivaju tek u 20. stoljeću na II. vatikanskom koncilu.
- Senjska gimnazija, utemeljena 1725. godine, tijekom 19. i 20. st. dala je veliki broj znamenitih ljudi, književnika i znanstvenika. Ista danas nosi ime Pavla Rittera Vitezovića.

## Senj u književnosti
Tijekom povijesti mnogi pisci radnju svojih djela smjestili su u grad Senj.
Tako u hrvatskoj ali i svjetskoj književnosti postoje romani čiji su autori njihovu radnju u cijelosti ili djelomično smjestili u ovaj grad. Ti romani potječu iz različitih vremena a prikazuju Senj i njegove građane u tom ili pak u nekom ranijem vremenu.
Također postoje pjesme koje su napisali razni pjesnici u kojima su oni i opisali Senj.

### Romani
Ovdje su navedeni svi romani, pisci, godine te jezik na kojem je po prvi put izdani svaki od tih romana, čija se radnja u potpunosti ili djelomično smjestila u Senju.
- Čuvaj se senjske ruke Augusta Šenoe, 1876. godina; hrvatski jezik
- Posljednji Stipančići Vjenceslava Novaka, 1899. godina; hrvatski jezik

## Stručna literatura o gradu Senju
Tijekom godina razni stručnjaci i razne institucije izdale su brojne stručne knjige koje obrađuju neke teme vezane uz grad Senj.
- Senjski zbornik
- Svjedočanstva o rimskoj Seniji

## Turizam

### Mesopust i balovi
Svake godine za vrijeme poklada u Senju traju balovi, tj. kostimirani i maskirani plesovi koji svake godine traju od prve subote nakon Nove godine, pa sve do utorka prije kršćanskog spomendana pepelnice.
U to vrijeme svake subote navečer traju balovi sve do jutarnjih sati, dok svake nedjelje u popodnevnim satima traje Reduta. Reduta je verzija balova namijenjena samo djeci.
Završni dan senjskog zimskog bala je u utorak prije pepelnice, a on uvijek započinje tako da se u popodnevnim danima održi karnevalska povorka maškara, nakon čega slijedi bal koji uvijek završava u ranim jutarnjim satima pepelnice.

### Ljetni karneval
Osim bure, brojnih kulturnih znamenitosti, prekrasne prirode i duge povijesti Senj je poznat i po Senjskom ljetnom karnevalu, najstarijem i najvećem događaju takve vrste u Republici Hrvatskoj.
Karnevalska događanja traju četiri dana tijekom kolovoza. Kulminiraju velikom karnevalskom povorkom u kojoj sudjeluje nekoliko tisuća maškara iz Hrvatske i inozemstva.
Najveći doprinos daju maškare iz Senja koje se mjesecima pripremaju za veliku povorku. Mnoštvo maškara predvođenih meštrom karnevala, mnoštvo alegorijskih kola, boja, glazbe i smijeha, ono su što ovaj ljetni karneval razlikuje od drugih.
Tradicijsko geslo Senjskog ljetnog karnevala je: "Karneval biži, ki ča uvati nek drži!".
Himna Senjskog ljetnog karnevala je "Dođi u Senj", tekst i glazba Hrvoja Hegedušića.

### Smještaj

#### Hoteli
- Garni hotel Art
- Hotel Libra

#### Kampovi
- Kampovi u Senju:
  - Kamp Škver
- Ostali kampovi na području grada Senja:
  - Kamp Bunica I
  - Kamp Bunica V
  - Eurocamp Rača
  - Kamp Spasovac
  - Kamp Ujča

## Šport
- Nogometni klub Nehaj
- Rukometni klub Senj
- Ženski rukometni klub Senia
- Nogometni klub Bunjevac
- Taekwando klub Senj

Biciklistička utrka Uspon na Zavižan održava se od 2004., Malonogometni turnir 'Tenis Senj'  od 1965.

## Sporazumi s drugim gradovima
Grad Senj surađuje s nekoliko europskih gradova s kojima ima potpisane ugovore o partnerstvu i sporazume o međusobnoj suradnji.
- Kiseg (Mađarska), sporazum o međugradskoj suradnji zaključen 17. travnja 1999. godine u Kőszegu, a ratificiran u Senju 6. kolovoza 1999. godine.
- Vratimov (Češka), sporazum o partnerstvu i međusobnoj suradnji sklopljen je 11. rujna 1999. godine.
- Wielun (Poljska), ugovor o međusobnoj suradnji potpisan u veljači 2001. godine.
- Sorbiers (Francuska), ugovor o međusobnoj suradnji potpisan 11. kolovoza 2000. godine, ratificiran 15. lipnja 2001. godine.
- Senec (Slovačka), ugovor o partnerstvu i međusobnoj suradnji potpisan 21. travnja 2001. godine.
- Parndorf (Austrija), ugovor o partnerstvu i međusobnoj suradnji potpisan je 23. travnja 2002. godine.
- Vrbovec (Hrvatska), ugovor o partnerstvu i međusobnoj suradnji potpisan je 2003. godine.

## Galerija slika
- Pogled na grad Senj i tvrđavu Nehaj
- Pogled na Senj iz njegove luke
- Tvrđava Nehaj na brdu Nehaj je najpoznatiji spomenik i simbol Senja
- Kip Tri mornara
- Sunčani sat u gradu Senju koji leži na 45. paraleli pokazuje kako Senj leži točno na sredini između ekvatora i sjevernog pola
- Na 45. paraleli (označenoj bijelom linijom) udaljenost od ekvatora do Sjevernog pola iznosi 5000 kilometara, kako je i napisano na tabli.
- Pogled na Senj s brda na dan kada puše Senjska bura. S lijeve strane se vidi brdo Nehaj s Tvrđavom Nehaj, dok se iza vidi otok Prvić koji se nalazi između otoka Krka i Raba

- Pogled na dio Senjske luke okovane morskim ledom nakon hladne fronte (9. veljače 2012.)
- Pogled izbliza na dio Senjske luke okovane morskim ledom nakon hladne fronte (9. veljače 2012.)
- Jedan od svjetionika u Senjskoj luci okovan morskim ledom nakon hladne fronte (9. veljače 2012.)